# Thomas Maxwell Harris
Thomas Maxwell Harris  (Leicester, 8 de janeiro de 1903 — 1983) foi um botânico inglês.